# Uppdraget (2003)
Uppdraget (engelska: The Recruit) är en amerikansk långfilm från 2003 i regi av Roger Donaldson, med Al Pacino, Colin Farrell, Bridget Moynahan och Gabriel Macht i rollerna.

## Handling
James Clayton (Colin Farrell) som nyss avslutat sin högskoleutbildning på Massachusetts Institute of Technology och blir rekryterad till CIA. Där får han i uppdrag att eliminera en mullvad som tagit sig in i organisationen.

## Rollista
| Al Pacino        | – Walter Burke           |
| Colin Farrell    | – James Douglas Clayton  |
| Bridget Moynahan | – Layla Moore            |
| Gabriel Macht    | – Zack                   |
| Kenneth Mitchell | – Alan                   |
| Mike Realba      | – Ronnie Gibson          |
| Ron Lea          | – Bill Rudolph, Dell Rep |
| Karl Pruner      | – Dennis Slayne          |